# Wij (voornaamwoord)
Wij is in het Nederlands het persoonlijk voornaamwoord voor de eerste persoon meervoud in de onderwerpsvorm. De onbenadrukte (gereduceerde) vorm is we. De tegenhanger van deze twee vormen in de voorwerpsvorm is ons.
In het alledaagse taalgebruik wordt wij of we daarnaast soms gebruikt als min of meer informele aanspreekvorm, die soms ook van een zekere minachting jegens de aangesprokene blijk geeft (Zijn we niet iets vergeten?).

## Historische achtergrond
De oudere vorm van wij was wi. Uit het Oudnederlands is een zin bekend (10e eeuw) waarin deze vorm voorkomt als uui. De moderne vorm wij wordt naast wi al geregeld aangetroffen in Middelnederlandse teksten uit de 13e eeuw.
Behalve in de meeste andere Germaanse talen heeft het voornaamwoord wij ook duidelijk verwante vormen in talen uit andere taalfamilies (Sanskriet: vayám-, Tochaars:  was/wes, Avestisch: vaēm, Hittitisch: wēs). Voor het Proto-Indo-Europees is de wortel*uei- gereconstrueerd.

## Inclusief en exclusief wij

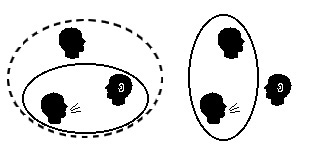
Inclusief (links) versus exclusief (rechts) "wij"

Sommige talen maken onderscheid tussen een inclusief en een exclusief wij. In het eerste geval doelt de spreker zowel op zichzelf als op de aangesprokene ("Zullen we iets gaan drinken vanavond?"), in het tweede op zichzelf en een of meerdere derden, waarbij de aangesprokene nadrukkelijk wordt uitgesloten ("Wij willen jou niet in ons dorp"). Dit onderscheid is algemeen aanwezig in de Austronesische en de Dravidische talen, maar komt ook voor in individuele talen in Afrika (Khoikhoi, Fula), Azië (Mandarijns, Tsjetsjeens) en Amerika (Quechua, Guaraní). Binnen de Indo-Europese taalfamilie komt het alleen voor in enkele Indo-Arische talen, zoals het Marathi en het Gujarati. 
Omdat het Fijisch naast het onderscheid tussen inclusief en exclusief ook nog eens drie verschillende meervouden kent (dualis voor twee, paucalis voor enkele(n) en pluralis voor een groter aantal), heeft deze taal niet minder dan zes verschillende equivalenten van het Nederlandse woord "wij".